# Zao Wou-Ki
Zao Wou-Ki (xinès tradicional: 趙無極, xinès simplificat: 赵无极, pinyin: Zhào Wújí; Beijing, 1920 – Nyon, Suïssa, 2013) és un pintor sinofrancès, relacionat amb la denominada «Nova Escola de París».

## Biografia
Va néixer a Pequín l'1 de febrer de 1920 dins d'una família de d'intel·lectuals i banquers. Va aprendre la cal·ligrafia xinesa. Va estudiar a l'Escola de Belles Arts de Hangzhou. Al Museu de Chongqing va organitzar una exposició de pintures xineses modernes i la seva primera exposició personal la va realitzar a Xanghai el 1947. El 1948 s'instal·là a París al barri de Montparnasse i va frequentar l'Atelier d'Othon Friesz. El seu aprenentatge de la llengua francesa va ser molt ràpid.
Orientat cap a l'abstracció (tenyida d'una tendència individualista), va rebre la influència de Paul Klee. El 1950 el poeta Henri Michaux va escriure un text sobre vuit litografies: Lecture de huit lithographies de Zao Wou-Ki. El 1980, va ser nomenat professor de pintura mural à l'École Nationale Supérieure des arts décoratifs. Va viure els primers anys del setanta del segle xx a Eivissa on comprà una casa a Can Fornet, i entrà contacte amb el món artístic dels Països Catalans, sobretot amb Antoni Tàpies i Joan Miró. El 2001, Zao Wou-Ki va rebre el Premi de la Fundació Taylor, i el 4 de desembre de 2002 va ser elegit membre de l'Académie des Beaux-Arts, on va rebre la butaca de Jean Carzou.